# ويليام سليمان
ويليام سليمان (بالفرنسية: William Soliman)‏ (15 فبراير 1980 بسان دوني في فرنسا - ) هو لاعب كرة سلة فرنسي في مركز هجوم قوي الجسم. لعب مع ALM Évreux Basket ‏.

## وصلات خارجية
- ويليام سليمان على موقع الدوري الأوروبي لكرة السلة (الإنجليزية)
- ويليام سليمان على موقع كرة السلة الأوروبية.كوم (الإنجليزية)
- ويليام سليمان على موقع ريلجم (الإنجليزية)
- ويليام سليمان على موقع بروبوليرز (الإنجليزية)
- ويليام سليمان على موقع سبورتس رفرنس (الإنجليزية)